# エスペラント (アルバム)
『エスペラント』（Esperanto）は、日本の作曲家である坂本龍一の5枚目のオリジナル・アルバム。前衛舞踏家であるモリサ・フェンレイから依頼されて制作した作品で、タイトルはルドヴィコ・ザメンホフが考案した人工言語「エスペラント」から引用し、“架空の民族音楽”というコンセプトで構成されている。
1985年10月5日にMIDIのSCHOOLレーベルからリリースされた。プロデューサーは坂本、エグゼクティブ・プロデューサーはヨロシタミュージックの大蔵博が担当した。

## 制作
シンセサイザーにフェアライトCMIを導入し、サンプリング音源の使用など、いわゆるテクノ音楽の手法をエスニック音楽に取り入れており、ポップではない新しい音楽の構造を構築し、レコーディングにパーカッショニストのYAS-KAZが参加している。
坂本は本作の出来に納得したらしく、2020年にGQ JAPANにて連載されていた『教授動静』にて「注文はなにもなく自由に作ることができた」と述べている。

## リリース
1985年10月5日にMIDIのSCHOOLレーベルからLPレコードとCT、CDの3形態でリリースされた。
1991年3月21日と1993年9月21日に、CDのみ2度再リリースされた。
2015年4月29日にMIDIからSHM-CDで、ボーナス・トラックに「ADELIC PENGUINS」と「Parolibre」のライヴ音源を収録し、初回完全限定生産盤としてリリースされた。
2020年7月22日にSony Music DirectのGREAT TRACKSレーベルから、コンピレーション・アルバム『GREAT TRACKS』と同時にLPレコードとして再リリースされた。

## 批評
| 専門評論家によるレビュー | 専門評論家によるレビュー |
| レビュー・スコア         | レビュー・スコア         |
| 出典                     | 評価                     |
| ------------------------ | ------------------------ |
| CDジャーナル             | 肯定的                   |

『CDジャーナル』は、音楽性に関して「実験的でありながら、自然に溶け込んでくる感触。タイトルに同調する普遍性がある」指摘したうえで「坂本龍一の創り出すサウンドからは民族やクラシックなどさまざまな音楽を融合したような深いものを感じる」と肯定的に評価を下している。
ドイツのミュージシャンであるウルリッヒ・シュナウスは、自身が影響を受けた作品のひとつとして本作を挙げており「日本はたぶんドイツと似ていて、非常に優良で多様なエレクトロニック・ミュージックが昔からある」とコメントしている。

## 収録曲

### LPレコード, CT
| 全作曲・編曲: 坂本龍一。 |                         |       |            |      |
| #                        | タイトル                | 作詞  | 作曲・編曲 | 時間 |
| 1.                       | 「A WONGGA DANCE SONG」 |       | 坂本龍一   | 6:18 |
| 2.                       | 「THE “DREAMING”」      |       | 坂本龍一   | 3:52 |
| 3.                       | 「A RAIN SONG」         |       | 坂本龍一   | 2:32 |
| 4.                       | 「DOLPHINS」            |       | 坂本龍一   | 3:31 |
| 5.                       | 「A HUMAN TUBE」        |       | 坂本龍一   | 4:49 |
| 合計時間:                | 合計時間:               | 21:02 |            |      |

| 全作曲・編曲: 坂本龍一。 |                     |       |            |      |
| #                        | タイトル            | 作詞  | 作曲・編曲 | 時間 |
| 1.                       | 「ADELIC PENGUINS」 |       | 坂本龍一   | 6:07 |
| 2.                       | 「A CARVED STONE」  |       | 坂本龍一   | 8:22 |
| 3.                       | 「ULU WATU」        |       | 坂本龍一   | 3:54 |
| 合計時間:                | 合計時間:           | 18:23 |            |      |

### CD
| 全作曲・編曲: 坂本龍一。 |                         |       |            |      |
| #                        | タイトル                | 作詞  | 作曲・編曲 | 時間 |
| 1.                       | 「A WONGGA DANCE SONG」 |       | 坂本龍一   | 6:18 |
| 2.                       | 「THE “DREAMING”」      |       | 坂本龍一   | 3:52 |
| 3.                       | 「A RAIN SONG」         |       | 坂本龍一   | 2:32 |
| 4.                       | 「DOLPHINS」            |       | 坂本龍一   | 3:31 |
| 5.                       | 「A HUMAN TUBE」        |       | 坂本龍一   | 4:49 |
| 6.                       | 「ADELIC PENGUINS」     |       | 坂本龍一   | 6:07 |
| 7.                       | 「A CARVED STONE」      |       | 坂本龍一   | 8:22 |
| 8.                       | 「ULU WATU」            |       | 坂本龍一   | 3:54 |
| 合計時間:                | 合計時間:               | 39:25 |            |      |

### 2015年盤
| 全作曲・編曲: 坂本龍一。 |                                                |       |            |      |
| #                        | タイトル                                       | 作詞  | 作曲・編曲 | 時間 |
| 1.                       | 「A WONGGA DANCE SONG」                        |       | 坂本龍一   | 6:18 |
| 2.                       | 「THE “DREAMING”」                             |       | 坂本龍一   | 3:52 |
| 3.                       | 「A RAIN SONG」                                |       | 坂本龍一   | 2:32 |
| 4.                       | 「DOLPHINS」                                   |       | 坂本龍一   | 3:31 |
| 5.                       | 「A HUMAN TUBE」                               |       | 坂本龍一   | 4:49 |
| 6.                       | 「ADELIC PENGUINS」                            |       | 坂本龍一   | 6:07 |
| 7.                       | 「A CARVED STONE」                             |       | 坂本龍一   | 8:22 |
| 8.                       | 「ULU WATU」                                   |       | 坂本龍一   | 3:54 |
| 9.                       | 「ADELIC PENGUINS (LIVE)」(ボーナス・トラック) |       | 坂本龍一   | 7:14 |
| 10.                      | 「Parolibre (LIVE)」(ボーナス・トラック)       |       | 坂本龍一   | 3:38 |
| 合計時間:                | 合計時間:                                      | 50:17 |            |      |

## 楽曲解説
1. A WONGGA DANCE SONG
  - 金属音が加わったパーカッションの乱舞とブレイクによる静寂が交互に現れる楽曲。中間部では様々な短いモチーフが次々と顔を出し、終盤には「アン・ドゥ・トロワ」のサンプリング音が痙攣した様に鳴り続け、飽和状態に達した瞬間、唐突に次曲つながる。
  - ギターノイズは、アート・リンゼイが演奏している。
2. THE “DREAMING”
  - 断続的に現れる女性の声、コオロギの鳴き声、アート・リンゼイのノイズギター、インドネシアの竹製の楽器であるアンクルン等で構成されている。
3. A RAIN SONG
  - 細かい動きのエレクトリックピアノを軸に、ノイズにより組み立てられたリズムが現れたり消えたりする楽曲。
4. DOLPHINS
  - 前曲から続く女性の声より始まる。深いリバーヴ音を伴った和音の響きが断続的に現れる、音の隙間が多い楽曲。
5. A HUMAN TUBE
  - ストリングスのサンプリングとピアノによる不協和音の連打による楽曲で、表現主義的現代音楽のスタイルを借りている。
6. ADELIC PENGUINS
  - 比較的ハッキリとしたメロディーを持つ楽曲で、アート・リンゼイのリズミカルなノイズギターが大々的にフィーチャーされており、シングル「ステッピン・イントゥ・エイジア」（1985年）に、本曲のフレーズの一部が使われている。
  - 鳥類であるアデリーペンギンのスペルは「Adelie Penguin」である[8]。
7. A CARVED STONE
  - 断続的なアフリカの打楽器とヤマハ・DX7の琴のフレーズに乗せ、ピアノ、シンセの和音、ベルの音などが使用された楽曲で、ピアノはカーツウェルを即興で弾いたもの。
  - 坂本が音楽を担当した映画『子猫物語』（1986年）でも使用されている。
8. ULU WATU
  - 動物や鳥などの鳴き声の上で、金属音やトランペットを模したシンセの速いパッセージが鳴り響いている楽曲。

## 参加ミュージシャン
- Composed, arranged and performanced by Ryuichi Sakamoto
  - Additional players : YAS-KAZ/Percussion (Courtesy of CANYON Records Inc.), Arto Lindsay/Electric Guitar (E.G. Records.)

## リリース履歴
| No. | 日付           | 国名     | レーベル                         | 規格       | 規格品番  | 備考 |
| --- | -------------- | -------- | -------------------------------- | ---------- | --------- | --- |
| 1   | 1985年10月5日  | 日本     | MIDI / SCHOOL                    | LPレコード | MIL-1007  | |
| 1   | 1985年10月5日  | 日本     | MIDI / SCHOOL                    | CT         | MIT-1007  | |
| 1   | 1985年10月5日  | 日本     | MIDI / SCHOOL                    | CD         | 35MD-1007 | |
| 2   | 1991年3月21日  | 日本     | MIDI / SCHOOL                    | CD         | MDC7-1007 | |
| 3   | 1993年9月21日  | 日本     | MIDI / SCHOOL                    | CD         | MDCL-1244 | |
| 4   | 2015年4月29日  | 日本     | MIDI                             | SHM-CD     | MDCL-5036 | - 初回完全限定生産盤 - 紙ジャケット仕様 - ボーナス・トラックとして「ADELIC PENGUINS」と「Parolibre」のライヴ音源が収録されている |
| 5   | 2020年7月22日  | 日本     | Sony Music Direct / GREAT TRACKS | LPレコード | MHJL-138  | 完全生産限定盤 |
| 6   | 2021年11月19日 | フランス | Wewantsounds                     | LPレコード | WWSLP43   | |